# Barcelonne-du-Gers
Barcelonne-du-Gers település Franciaországban, Gers megyében. Lakosainak száma 1378 fő (2022. január 1.). Barcelonne-du-Gers Aire-sur-l’Adour, Arblade-le-Bas, Bernède, Gée-Rivière, Lelin-Lapujolle, Saint-Germé és Vergoignan községekkel határos.

## Népesség
A település népességének változása:
| Lakosok száma | 1190 | 1183 | 1312 | 1319 | 1358 | 1363 | 1372 | 1368 | 1367 | 1378 |
|               | 1968 | 1982 | 1990 | 2006 | 2013 | 2015 | 2017 | 2019 | 2020 | 2022 |